# Girlfriend, Boyfriend
Pour plus de détails, voir Fiche technique et Distribution.
Girlfriend, Boyfriend, stylisé Gf*Bf, est un film taïwanais réalisé par Yang Ya-che, sorti en 2012.

## Synopsis
Dans les années 1980, trois étudiants, Aaron, Mabel et Liam sont pris dans un triangle amoureux sur fond de révolution sociale.

## Fiche technique
- Titre : Girlfriend, Boyfriend
- Titre chinois : 女朋友·男朋友
- Réalisation : Yang Ya-che
- Scénario : Yang Ya-che
- Musique : Baby Chung
- Photographie : Jake Pollock
- Montage : Chen Chun-hung
- Production : Chiang Nai-yun (superviseur)
- Société de production : Atom Cinema
- Pays :  Taïwan
- Genre : Drame et romance
- Durée : 106 minutes
- Dates de sortie : 
  -  Taïwan : 3 août 2012

## Distribution
- Gwei Lun-mei : Mabel
- Chang Hsiao-chuan : Liam
- Rhydian Vaughan : Aaron
- Bryan Shu-hao Chang : Ron
- Kuan Yung : le père de Liam
- Lin Nai-hua : la mère de Liam
- Ding Ning : la mère de Mabel
- Serena Fang : le femme d'Aaron
- Chang Cheng-chien : le beau-père d'Aaron (1997)
- Sam Ho : le mari de Ron (1997)
- Tang Kuo-chung : John, le petit ami de Liam (1997)
- Yang Wen-wen  :la femme de John (1997)

## Distinctions
Le film a reçu cinq nominations aux Asian Film Awards et a remporté trois prix : meilleur acteur pour Chang Hsiao-chuan, meilleure actrice pour Gwei Lun-mei et meilleur second rôle masculin pour Rhydian Vaughan.